# Anneta Kyridou
Anneta Kyridou (griechisch Αννέτα Κυρίδου, * 30. Oktober 1998 in Thessaloniki) ist eine griechische Ruderin.

## Karriere
2015 belegte sie im Doppelvierer den sechsten Platz bei den U23-Weltmeisterschaften im Rudern. 2016 gewann sie im Doppelzweier die Silbermedaille bei den Junioren-Europameisterschaften und den Junioren-Weltmeisterschaften. Bei den U23-Weltmeisterschaften 2017 gewann sie mit Dimitra-Sofia Tsamopoulou im Doppelzweier die Bronzemedaille. Später im Jahr belegte sie bei den Weltmeisterschaften den 12. Platz im Doppelzweier. 2018 startete sie wieder im Doppelzweier bei den U23-Weltmeisterschaften, zusammen mit Sofia Asoumanaki belegte sie den vierten Platz. Bei den Europameisterschaften 2018 belegte sie den neunten Platz im Vierer ohne Steuerfrau.
2019 belegte sie den sechsten Platz bei den Europameisterschaften im Doppelzweier. Zusammen mit Dimitra-Sofia Tsamopoulou gewann sie den Titel im Doppelzweier bei den U23-Weltmeisterschaften. Später in der Saison sollten die beiden auch bei den Weltmeisterschaften in Linz-Ottensheim starten, aber Tsamopoulou verletzte sich. Kyridou startete mit einer neuen Partnerin im Doppelzweier und belegte den 18. Platz. Abschließend gewann sie im Einer bei den U23-Europameisterschaften die Goldmedaille. 2020 konnte sie ihren Titel im Einer bei den U23-Europameisterschaften verteidigen. Bei den Europameisterschaften 2020 gewann sie die Bronzemedaille im Einer hinter Sanita Pušpure und Magdalena Lobnig.

## Internationale Erfolge
- 2015: 6. Platz U23-Weltmeisterschaften im Doppelvierer
- 2016: Silbermedaille Junioren-Europameisterschaften im Doppelzweier
- 2016: Silbermedaille Junioren-Weltmeisterschaften im Doppelzweier
- 2017: Bronzemedaille U23-Weltmeisterschaften im Doppelzweier
- 2017: 12. Platz Weltmeisterschaften im Doppelzweier
- 2018: 4. Platz U23-Weltmeisterschaften im Doppelzweier
- 2018: 9. Platz Europameisterschaften im Vierer ohne Steuerfrau
- 2019: 6. Platz Europameisterschaften im Doppelzweier
- 2019: Goldmedaille U23-Weltmeisterschaften im Doppelzweier
- 2019: 18. Platz Weltmeisterschaften im Doppelzweier
- 2019: Goldmedaille U23-Europameisterschaften im Einer
- 2020: Goldmedaille U23-Europameisterschaften im Einer
- 2020: Bronzemedaille Europameisterschaften im Einer
- 2021: 10. Platz Olympische Spiele 2020 im Einer

## Persönliches
Anneta Kyridou ist die ältere Schwester von Maria Kyridou.